# Каска Броди

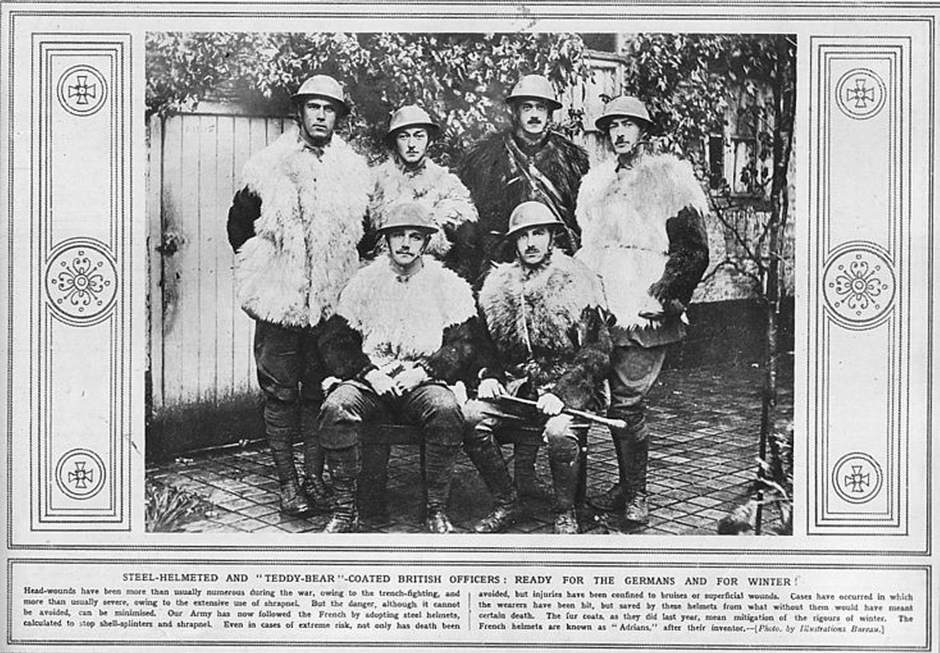
Английские солдаты в касках Mk.I (фотоснимок из журнала «Illustrated War News» от 17 ноября 1915 года).

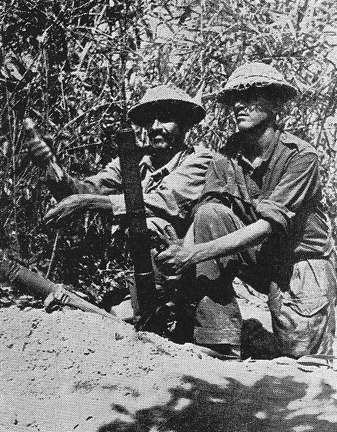
миномётный расчёт Пенджабского полка в Бирме (1944 год)

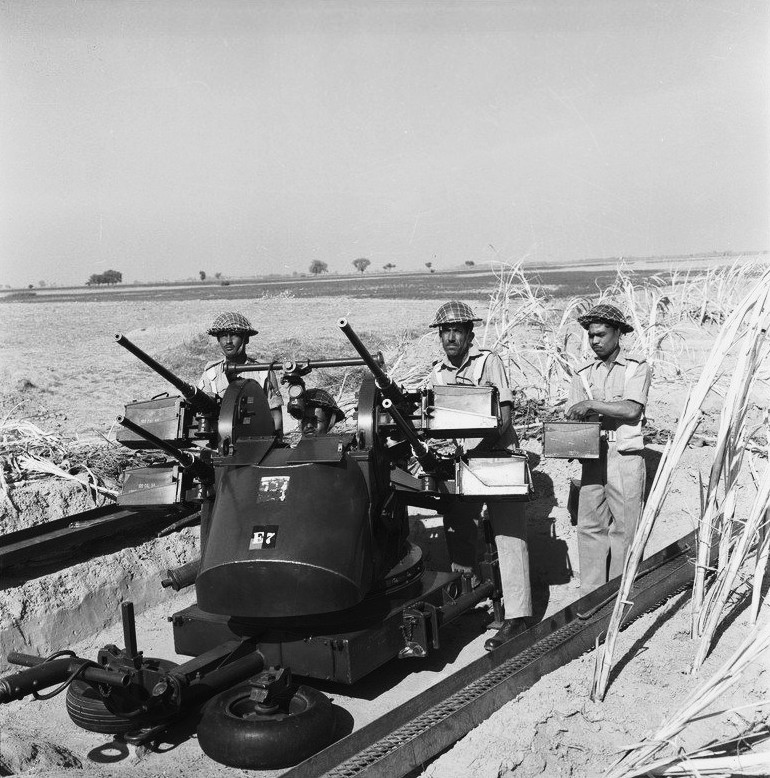
зенитный расчёт армии Пакистана в касках Mk.I (1965 год)

Каска Броди (англ. Brodie helmet) — английский стальной шлем (каска), разработанный и запатентованный в 1915 году. 
Его создателем был лондонец Джон Леопольд Броди.

## История

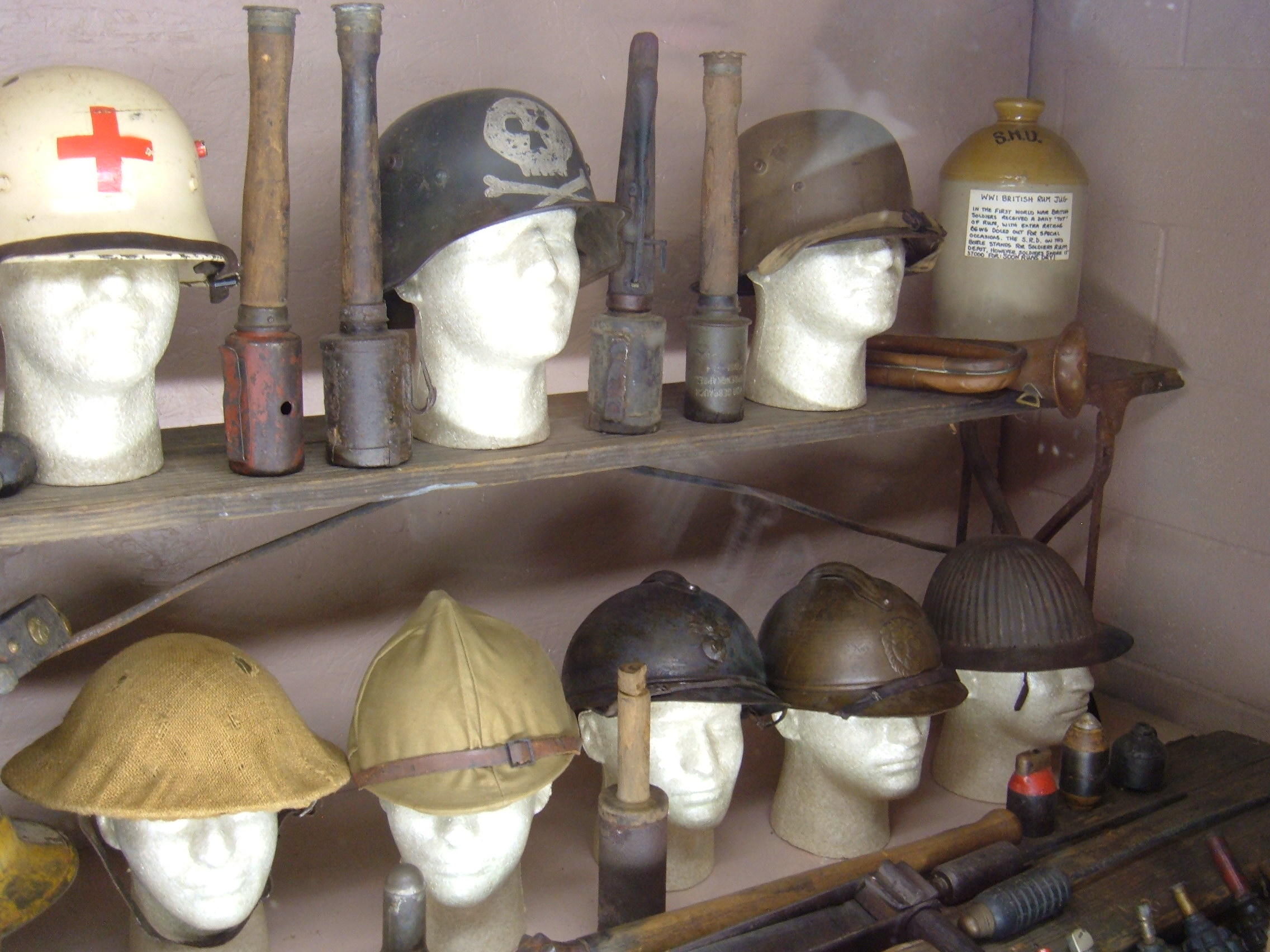
Каска Броди в светлой обтяжке (внизу слева) по сравнению с французскими касками Адриана (правее) и германскими штальхельмами (верхний ряд)

В начале Первой мировой войны, когда военные действия перешли в позиционную стадию, оказалось, что существующие головные уборы, сделанные из кожи или ткани, не обеспечивают достаточной защиты солдат от осколков. После введения французами очень успешной каски Адриана англичане решили предоставить такую же каску для защиты своих солдат. Шлем (Helmet, steel, Mark I) был создан по образцу средневековой капеллины. Производство осуществляли из листового металла путём штамповки, таким образом, чтобы получить каску высокой прочности. Другим важным преимуществом каски несложной конструкции являлась низкая стоимость производства. Целью шлема была защита головы и плеч солдата от поражения осколками и шрапнелью. Шлем такой формы мог хорошо выполнить эту задачу, если солдаты находились в окопах. После выхода из них он проявлял свой основной недостаток — шлем практически не защищал стороны головы.
В 1936 году подтулейное устройство было заменено на новую, более удобную версию (версия Мк. 1 H2) .
В британской армии он был заменен на шлем Mk.II в 1939 году и шлем Mk.III в 1943 году, однако каски времён первой мировой войны продолжали использовать в тыловых, вспомогательных и колониальных войсках.
После раздела Британской Индии в августе 1947 года каски остались на вооружении армий Индии и Пакистана.

## Описание
Каски были изготовлены из листовой стали Гадфильда и приняты на вооружение британской армии в 1915 году и широко применялись в годы Первой мировой войны — общее количество шлемов этого типа превысило 7,5 млн экземпляров. Вес шлема (Mark I), по словам производителя, составлял примерно 1,2 фунта (0,5 кг) (по другим данным около двух фунтов). Толщина стали 0,9 мм.
Шлем изначально был снабжён кожаным подтулейником и кожаным ремешком для подбородка.

## Варианты и модификации

### Португалия
Вступившая в войну Португалия сначала использовала стальную каску M16 собственной разработки (для повышения прочности имевшую гофрированную раковину - что делало её сложной и трудоёмкой в изготовлении). Однако португальская промышленность не сумела обеспечить созданный летом 1916 года и отправленный на Западный фронт португальский экспедиционный корпус достаточным количеством этих касок. В результате, 3 января 1917 года было подписано соглашение о включении португальских войск в состав британского экспедиционного корпуса во Франции - и затем большая часть португальских солдат была экипирована британскими касками Mk.I. В стране было освоено её производство, но в 1940 году началась её замена на каску обр. 1940 года.

### США

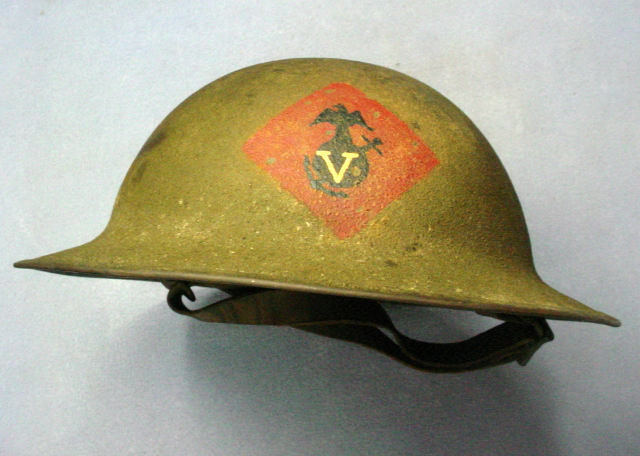
Каска M1917. Каска 5-го полка морской пехоты США времён Первой мировой войны, аналогичная британской Mk.I

В июне 1917 года каска Mk.I была официально принята на вооружение США под обозначением М1917, осенью 1917 года в стране освоили их производство и они начали поступать в экспедиционные войска США на западном фронте Первой мировой войны в 1917-1918 гг., к концу ноября 1917 года они были распределены в других частях армии США. Всего до окончания производства в ноябре 1918 года было выпущено 2 млн. 707 тыс. 237 шт. касок М1917. После начала второй мировой войны, 27 ноября 1940 года их производство возобновили с новым подшлемником под названием М1917А1, но уже в 1941 году началась их замена в армии США на каски M1, после чего их передавали в части Национальной гвардии США.

### СССР

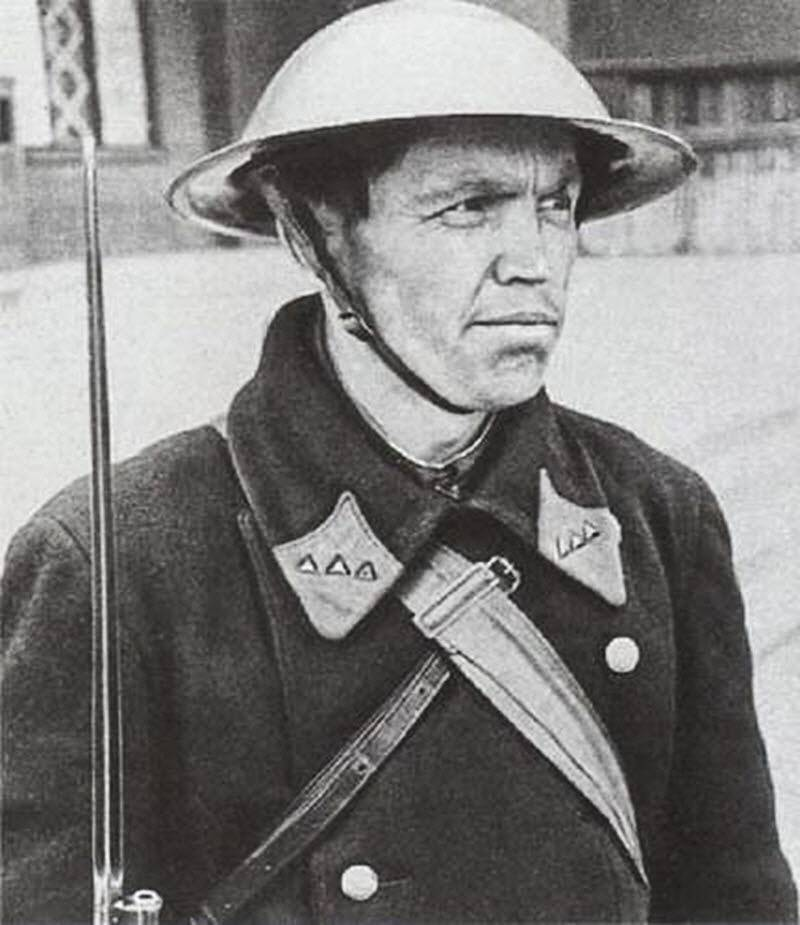
"Младший командир 31-го отделения милиции Бондаренко в металлической каске нового образца, с широкими полями, предохраняющими от ушибов голову и лицо." Так называемый шлем МПВО. 25 сентября 1941 года.

В конце 1930-х годов в РККА было решено создать стальной шлем для частей ПВО и гражданской обороны. Его основное отличие от основного стального шлема бойца РККА СШ-36 заключалось именно в широких полях. Основное предназначение шлема бойцов ПВО и ГО — защита головы и плеч от осколков и обломков, падавших с высоты нескольких сотен или тысяч метров.
Для этого нужен был шлем:
- легче стандартного армейского, рассчитанный на молодёжь и женщин;
- с полями для защиты головы и плеч от поражения сверху;
- недорогой в производстве и с возможностью массового выпуска.

Английский шлем Броди подходил для этого по всем параметрам. В 1938 году на Ленинградском металлическом заводе начали выпускать вариацию шлема Броди для бойцов ПВО и ГО. Неофициально шлем получил обозначение М-38, или «Стальной шлем бойца ПВО».
Шлем изготавливался из стального листа толщиной 1,8 мм методом штамповки, что позволило получить каску высокой прочности. Штамповка же позволяла сделать этот несложный в производстве шлем недорогим и массовым.
Вес шлема составлял 1200 граммов.
Подшлемник изготавливался из брезента, который крепился к основанию шлема с помощи двух заклёпок. Размер подшлемника под голову регулировался с помощи ремешка. Подбородник состоял из брезентового ремня с квадратными хомутах на концах, которые крепились к каске с помощи сварки.
На шлем наносилась рисунок-эмблема войск ПВО — пятилучевая звезда по краям которой были изображены зенитная пушка с прожектором, в лучах которого силуэт самолёта, снизу по центру размещался противогаз. Но часто шлем просто красили защитной зелёной или белой краской, в зависимости от времени года.

## Изображения

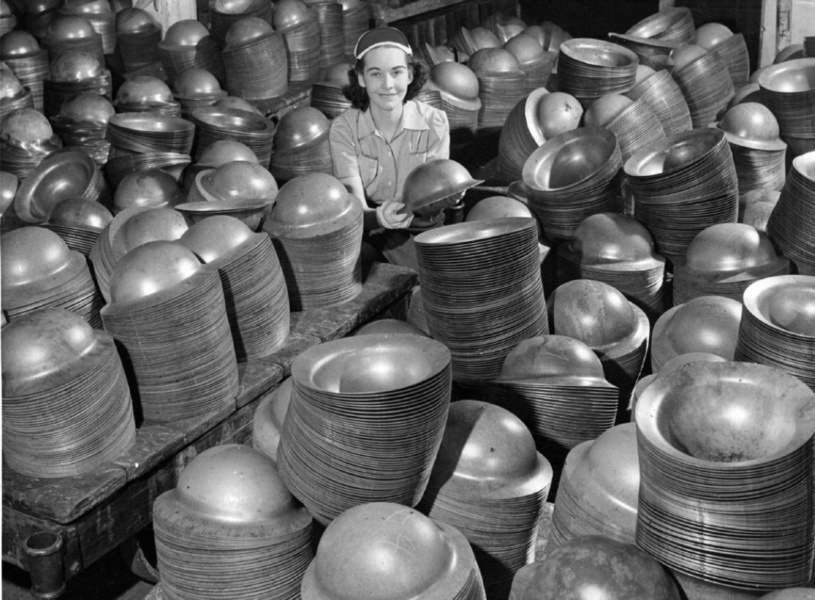
каски Mk.II на фабрике в Торонто.
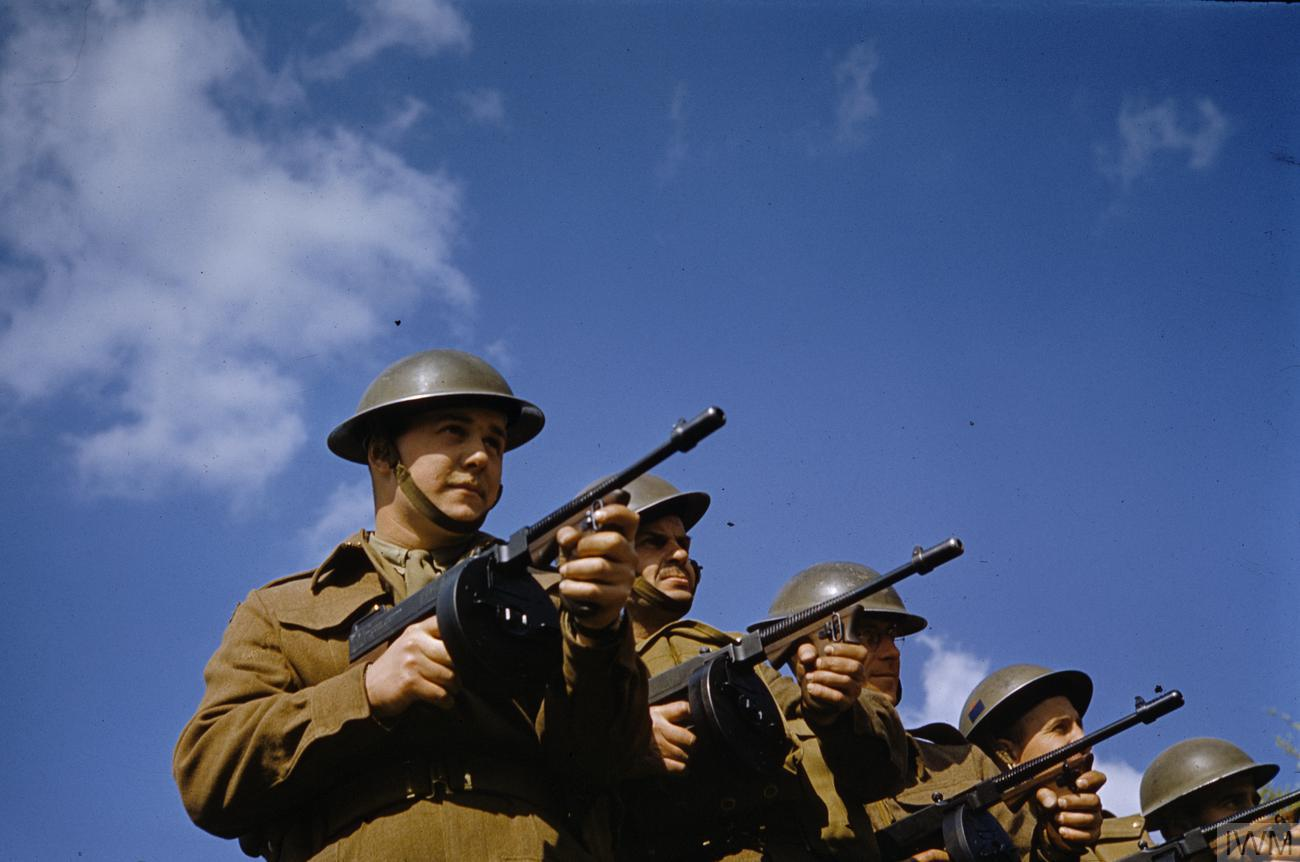
канадские военнослужащие в Великобритании (1942).
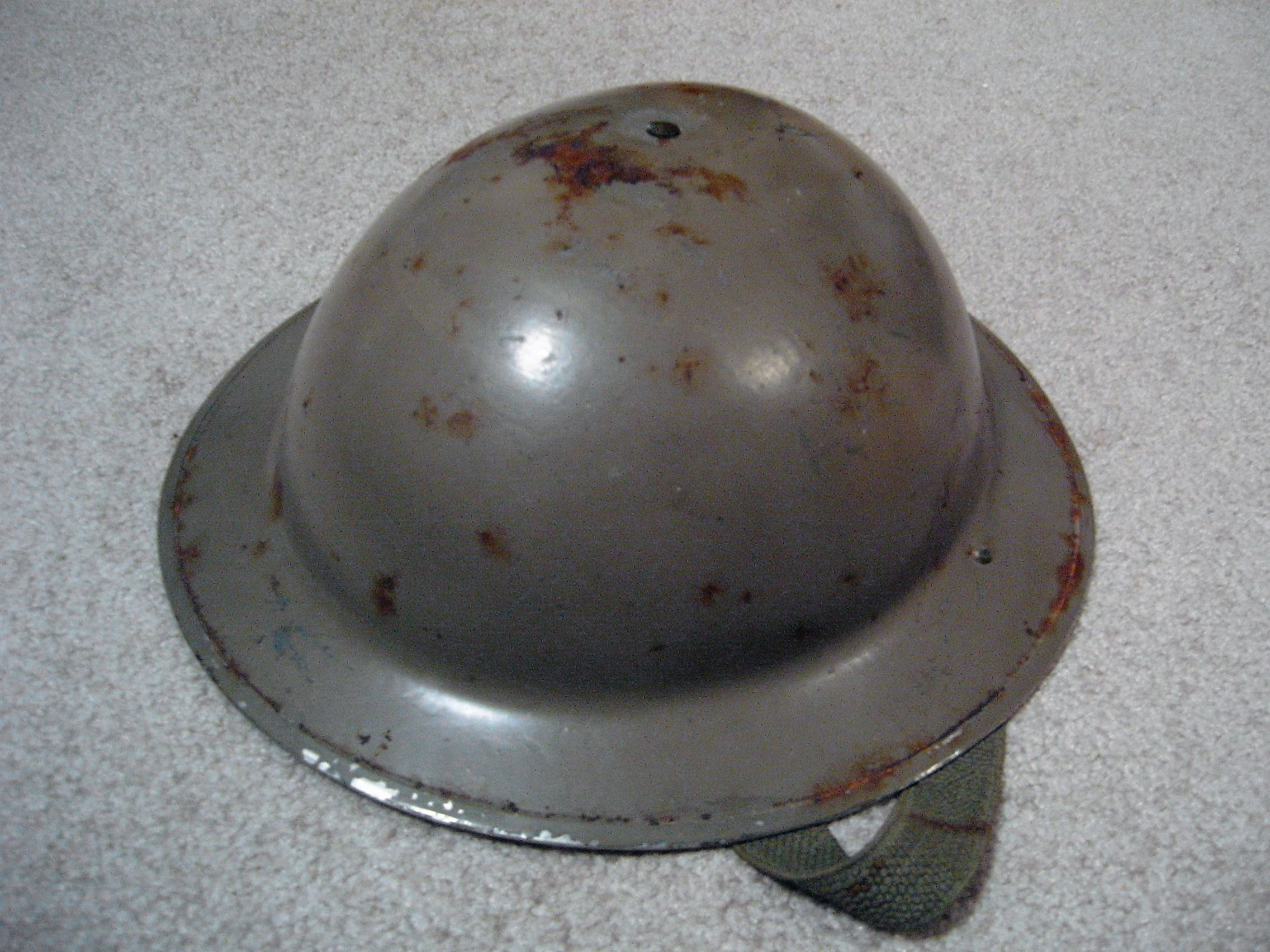
Каска Mk II.
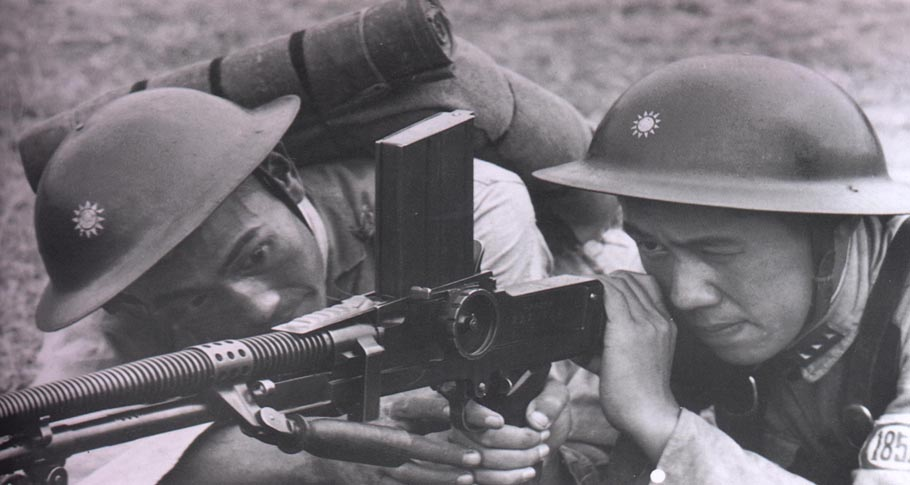
Солдаты НРА в касках Mk.I во время японо-китайской войны.